# 普氏真鮰
普氏真鮰為輻鰭魚綱鯰形目北美鯰科的其中一種，被IUCN列為次級保育類動物，分布於中美洲墨西哥Rio Yaqui及Rio Casas Grandes流域，體長可達57公分，棲息在靜止、沙石底質的溪流。

## 擴展閱讀
維基物種上的相關：普氏真鮰